# Holoplatys complanata
Holoplatys complanata là một loài nhện trong họ Salticidae.
Loài này thuộc chi Holoplatys. Holoplatys complanata được Ludwig Carl Christian Koch miêu tả năm 1879.